# Postawa swobodna
Postawa swobodna – ustalona w regulaminach wojskowych (także policyjnych, strażackich, harcerskich) postawa pojedynczego żołnierza (funkcjonariusza, harcerza) będąca formą częściowego odpoczynku podczas wykonywania przez niego czynności służbowych. Przyjmowana jest na komendę „spocznij” i samodzielnie w wypadkach określonych w regulaminach, np. po „odliczeniu”.
Postawę swobodną przyjmuje żołnierz na komendę „spocznij”, wysuwając energicznie nogę lewą w lewo w skos o połowę długości stopy. Ciężar ciała spoczywa na nodze prawej, ręce opuszczone swobodnie, palce ułożone dowolnie. Żołnierz ma swobodę ruchów, lecz nie wolno mu rozmawiać w szyku.
Żołnierz w razie potrzeby poprawia umundurowanie i oporządzenie, a także równanie i krycie. Jeżeli przez dłuższy czas pozostaje w postawie swobodnej, może zmieniać położenie nóg, dostawiając lewą nogę do prawej, następnie wysuwając prawą, i odwrotnie; na dodatkowy rozkaz dowódcy może chwilowo opuszczać szyk.
Ponadto w wystąpieniach indywidualnych oraz w szyku podczas zajęć bez broni żołnierz, wykonawszy komendę „spocznij” w sposób wyżej opisany, może przyjmować postawę swobodną w rozkroku oraz krzyżować ręce z tyłu tułowia.
W postawie swobodnej karabin wyborowy i karabin maszynowy stawia się na całym trzewiku kolby.